# Philodendron crassinervium
Philodendron crassinervium là một loài thực vật có hoa trong họ Ráy (Araceae). Loài này được Lindl. miêu tả khoa học đầu tiên năm 1837.

## Hình ảnh

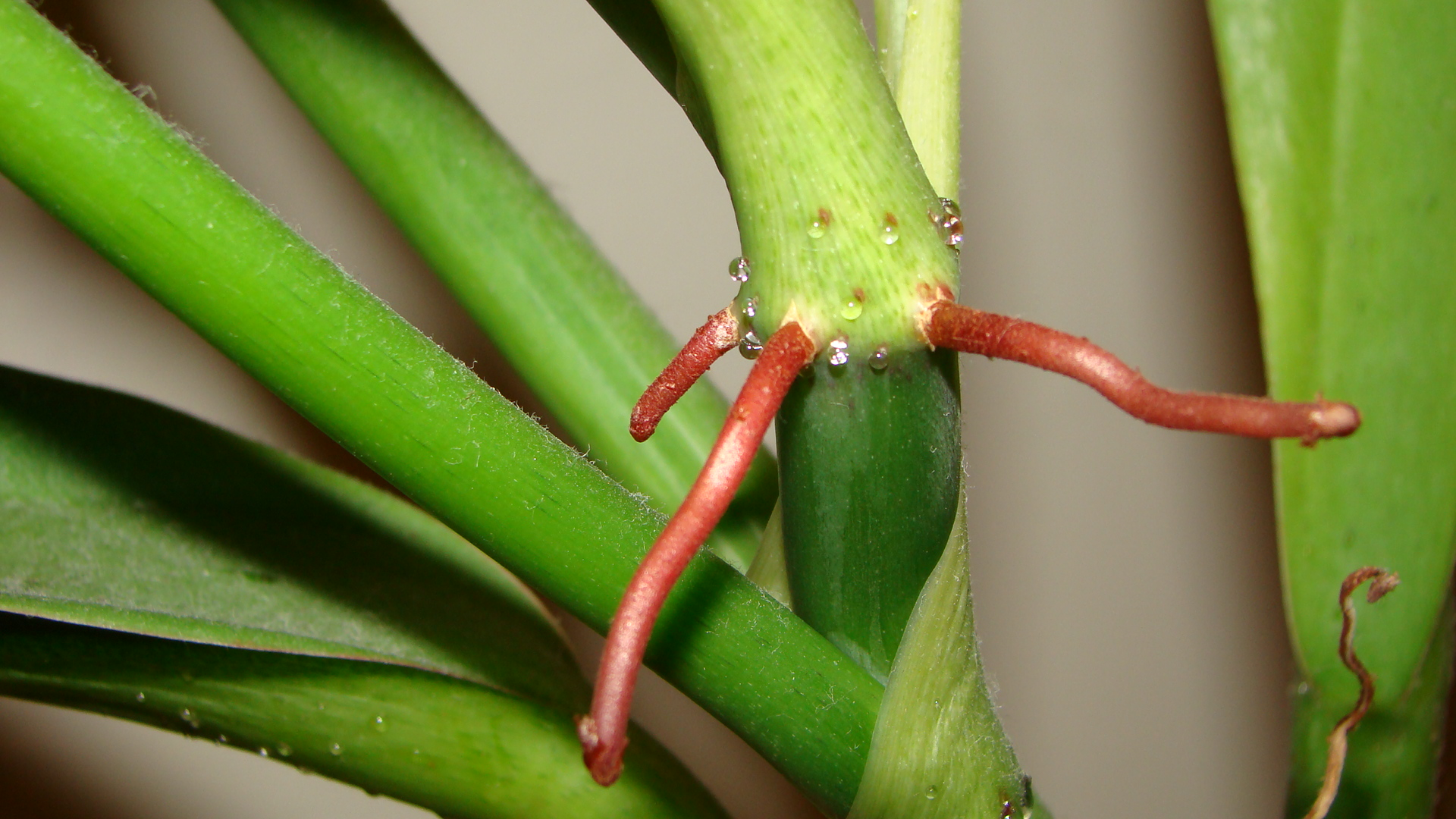